# Mistrzostwa Polski w Tenisie Stołowym 2025
Mistrzostwa Polski w Tenisie Stołowym 2025 – 93. edycja mistrzostw, które odbyły się w Białymstoku w dniach 21-23 marca 2025 roku.

## Medaliści[2]
| Konkurencja             | Złoto                                                                      | Srebro                                                                         | Brąz |
| Gra pojedyncza mężczyzn | Miłosz Redzimski (Bogoria Grodzisk Maz.)                                   | Samuel Kulczycki (Dekorglass Działdowo)                                        | Tomasz Kotowski (Energa KTS Toruń) Jakub Stecyszyn (Bogoria Grodzisk Maz.)                                                                             |
| Gra pojedyncza kobiet   | Natalia Bajor (KTS Tarnobrzeg)                                             | Paulina Krzysiek (MUKS Start Nadarzyn)                                         | Anna Węgrzyn (KS AZS Wrocław) Katarzyna Węgrzyn (KS AZS Wrocław)                                                                                       |
| Gra podwójna mężczyzn   | Patryk Diuba (Politechnika Rzeszów) Kamil Nalepa (Griffin's-Spin Szczecin) | Dawid Michna (Energa KTS Toruń) Łukasz Sokołowski (Ostródzianka Ostróda)       | Marcel Błaszczyk (KS Polonia Kielce) Tomasz Lewandowski (KS Polonia Kielce) Samuel Kulczycki (Dekorglass Działdowo) Jakub Dyjas (Dekorglass Działdowo) |
| Gra podwójna kobiet     | Natalia Bajor (KTS Tarnobrzeg) Zuzanna Wielgos (Politechnika Rzeszów)      | Katarzyna Węgrzyn (KS AZS Wrocław) Anna Węgrzyn (KS AZS Wrocław)               | Aleksandra Michalak (niestowarzyszona) Ilona Sztwiertnia (KS Heros Kraków) Wanessa Kulczycka (Gorzovia Gorzów Wlkp.) Lena Puzio (ZKS Zielona Góra)     |
| Gra podwójna mieszana   | Marek Badowski (Bogoria Grodzisk Maz.) Natalia Bajor (KTS Tarnobrzeg)      | Samuel Kulczycki (Dekorglass Działdowo) Zuzanna Wielgos (Politechnika Rzeszów) | Jakub Stecyszyn (Bogoria Grodzisk Maz.) Agata Zakrzewska (KTS Tarnobrzeg) Michał Gawlas (Bogoria Grodzisk Maz.) Zofia Śliwka (Bogoria Grodzisk Maz.)   |